# Ingelger
Ingelger est un vicomte possessionné autour d'Orléans et d'Angers à la fin du IXe siècle. 
Son nom est connu par une charte de 929 qui le mentionne comme père de Foulque Ier le Roux, comte d'Anjou. Les documents contemporains ne révèlent rien de plus, et les informations dont on dispose sur ce vicomte viennent de la Gesta Consulum Andegavorum, une histoire des comtes d'Anjou datant du XIIe siècle, soit deux siècles plus tard.
Ce texte, la Chronique des exploits des Comtes d'Anjou, a été écrit de 1100 à 1140 par un moine angevin, à la demande de Foulques le Réchin.

## Biographie
D'après la Chronique des exploits des Comtes d'Anjou, Ingelger serait fils de Tertulle, ancien garde forestier de la forêt du Nid de Merle (probablement la forêt de Belle Poule, au sud est d'Angers),  puis entré dans l'armée de Charles le Chauve où il se fit remarquer. Charles le Chauve lui donna une part du fief de Château Landon, en Gâtinais. 
Toujours d'après la Chronique, sa mère était une parente du duc de Bourgogne, nommée Pétronille.
Il aurait été sénéchal de Gâtinais.
En 877, un comte austrasien nommé Ingelgerus est cité dans le capitulaire de Quierzy mais il pourrait s'agir d'un homonyme.
Charles le Chauve, roi de France, accepta que la comtesse de Gastinois dispose de toute sa fortune en faveur d'Ingelger en remerciement de la bravoure dont il a fait preuve en battant en duel celui qui accusait la comtesse d'homicide envers son défunt mari le comte de Gastinois. Quelques années plus tard, le monarque lui donna le gouvernement temporaire de la ville d'Angers et de la partie de l'Anjou de Deçà-Maine.
Sous le règne de Louis le Bègue, fils de Charles le Chauve, Ingelger fut fait comte héréditaire d'Anjou de Deçà-Maine en 879 afin qu'il puisse s'opposer aux Normands qui infestaient de nouveau les rives de la Loire. Il s'allia pour cette cause au comte Eudes, fils et successeur de Robert le Fort, comte d'Anjou d'Outre-Maine. Le zèle et la capacité que le nouveau comte d'Anjou montra bientôt déterminèrent le monarque à étendre son commandement et le nomma préfet de Tours et vicomte d'Orléans.
Sa réputation militaire, jointe à celle qu'il acquérait tous les jours dans son administration, lui concilia l'estime générale et deux prélats très puissants, l'évêque de Tours Adalard et l'évêque d'Angers Raino, lui donnèrent en mariage leur nièce Aelendis avec une partie d'Amboise en dot .
De ce mariage est né : 
- Foulque Ier le Roux († 942), premier comte d'Anjou.

Son fils est simple témoin dans un acte de 886 et qualifié de vicomte dans un autre acte de 898. Ingelger meurt en 888 à Séronne et est inhumé dans l'église de Saint Martin à Tours. Ses descendants sont nommés les Ingelgériens.

## Sources
- « Ingelger », sur francebalade.com.
- Foulques I "le Reux".
- "la Chronique des exploits des Comtes d'Anjou".